# Kilnamona
Kilnamona (en irlandais : Cill na Móna (L'église de la tourbière) est un village et une paroisse civile du comté de Clare, en Irlande. Le village est situé au nord-ouest d'Ennis.

## Géographie
La paroisse civile de Kilnamona se situe dans la baronnie d'Inchiquin, 6 km au nord-ouest d'Ennis.
Elle s'étend sur 4 km sur 3 et couvre environ 2 200 ha.
.
Le  townland de Soheen, de 86 ha, est détaché du reste de la paroisse,.
Le terrain est en partie marécageux, en partie propice à l'agriculture. Lough Aconnaun se trouve à l'ouest de la paroisse à une altitude de 54 mètres.
La paroisse est drainée par le ruisseau Shallee qui coule vers l'est.
La paroisse civile de Kilnamona est délimitée à l'ouest par la paroisse d'Inagh, à l'est par celle de Drumcliffe, au nord par Dysert et au sud par Inch et Kilmaley.
Elle fait partie de la paroisse catholique d'Inagh et Kilnamona.

### Les townlands
Vingt-quatre townlands composent le territoire : Ballyasheea, Ballyknock, Ballymongaun, Ballynabinnia, Ballyneillan, Caherbannagh, Clooncaurha, Cloongowna, Cooguquid, Croaghaun, Derroolagh, Islandgar, Kilnamona, Knockacaurhin, Knockatemple, Leckaun, Magowna, Moarhaun, Mweelagarraun, Rushaun, Soheen, Shallee, Tooreen East and Tooreen West.

## Commodités
Kilnamona a un club de camogie.
Le parcours de golf de 18 trous "Cill na Móna Pitch and Putt" a ouvert ses portes en 1995.[citation nécessaire].
L'église catholique "St Joseph's" se trouve à Kilnamona.

## Histoire
La paroisse contient les vestiges d'anciens forts, une église et deux châteaux : le château de Shallee et le château de Magowna. Le château et les terres de Shallee étaient entre les mains de la famille O'Brien mais ont été confisqués au profit de la reine Elizabeth en 1592.
Le château de Magowna a été construit par les O'Griffey qui, en 1443, détenaient à la fois le rectorat et la cure de Kilnamona.
En 1659, on comptait 480 habitants recensés (470 catholiques et 10 protestants). La population a augmenté rapidement jusqu'au début des années 1840, comme dans le reste de l'Irlande.[citation nécessaire]
En 1831, la population était de 1 767 habitants.
La Grande Famine a dévasté la population.
La population a chuté entre 1841 et 1851 de 2 321 habitants dans 352 maisons à 1 487 dans 229 maisons.
En 1861, la population avait encore diminué à 864, puis est restée à peu près stable pendant le reste du siècle.
En 1901, la population était tombée à 718 habitants. Selon le recensement de 2006, il y avait 738 habitants à Kilnamona, en augmentation de 39 habitants par rapport aux 699 âmes enregistrées lors du recensement de 2002.
En 1824, 141 enfants (139 catholiques et 2 protestants) étaient scolarisés dans les deux écoles de la paroisse.
L'école nationale moderne a été construite en 1889.
Des rénovations majeures ont été effectuées en 2008, officiellement bénies par l'évêque Willie Walsh en mai 2009.[citation nécessaire]

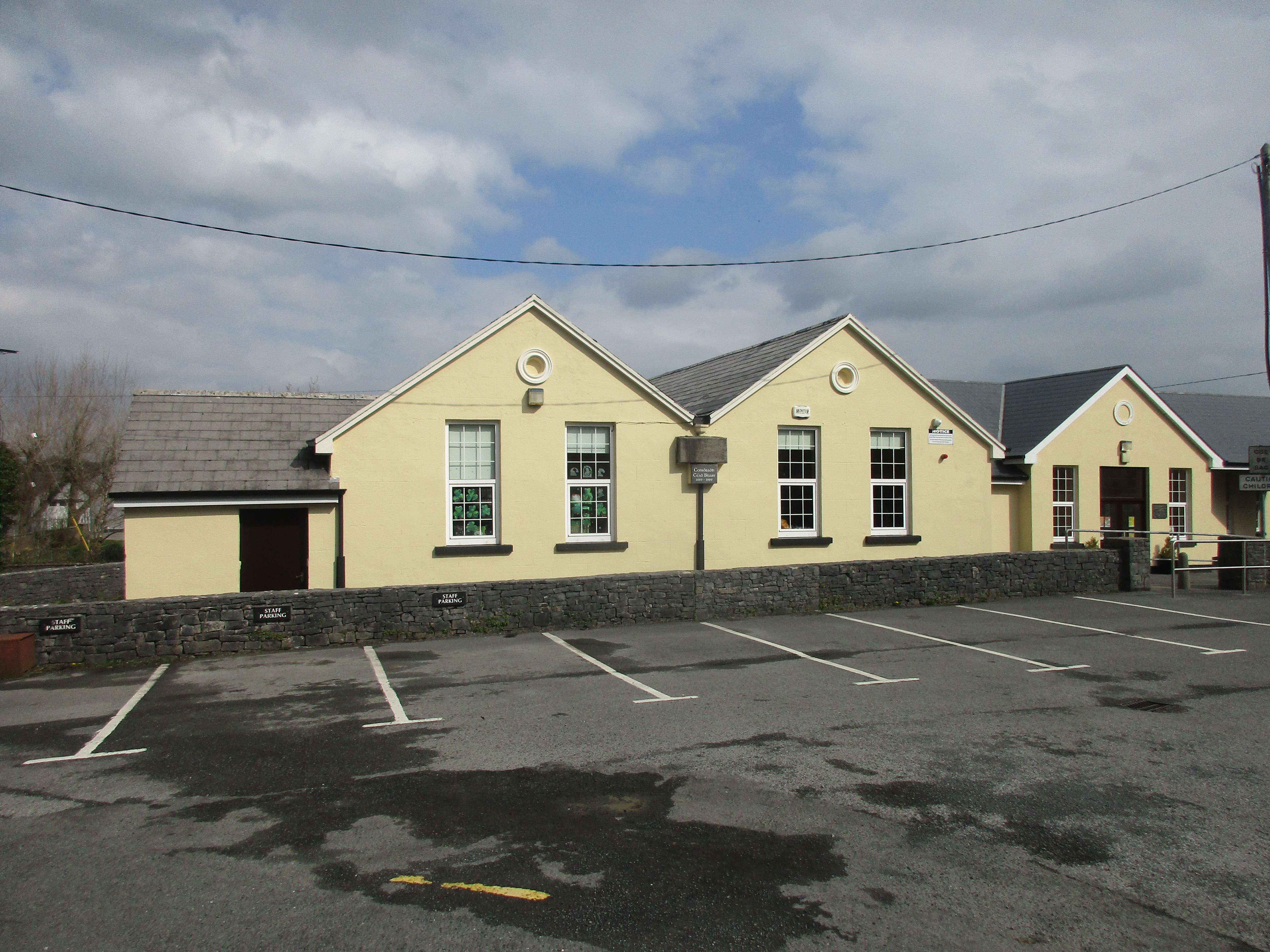
L'école primaire.
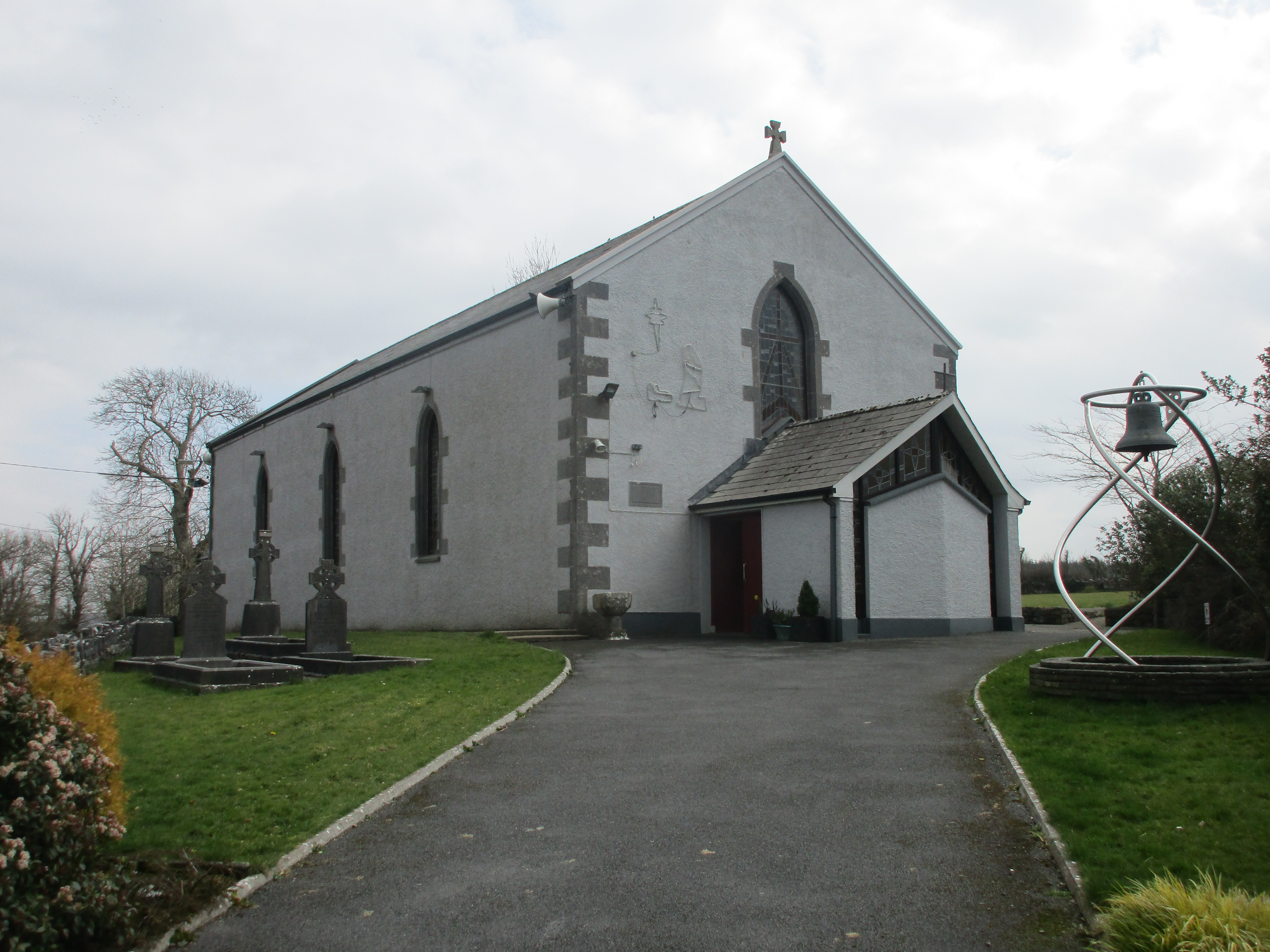
L'église moderne Saint-Joseph.

## Personnalités locales
- James Breen (1945 - ), conseiller et ancien membre indépendant, TD ;
- Mike McTigue (1892–1966), boxeur, champion du monde dans sa catégorie de 1923 à 1925.